# Ančnikovo gradišče
Ančnikovo gradišče je kulturno - zgodovinski spomenik se nahaja na območju občine Slovenska Bistrica. 
Na Ančnikovem gradišču najdemo ostanke poznoantične in zgodnjesrednjeveške utrdbe iz 4. stoletja, ki leži nad sotesko potoka Bistrica na nadmorski višini okoli 750 m. Gradišče je proti severovzhodu in vzhodu obdano s strmimi skalami, na ostalem območju pa so zgradili obzidje. Tu so izkopali kovaške izdelke, bojno orožje, orodje, novce, keramiko… najzanimivejša pa sta bronasta kipca Merkurja in Apolona, ki pričata o materialnem in duhovnem stanju prebivalcev te naselbine. V letu 1996 izvedena izkopavanja so obstoj gradišča pomaknila še v 6. stoletje.
Prvič so arheološko najdišče predstavili leta 1876. Do leta 1984 je obstajalo kamnito obzidje, ki ga je prerasel gozd. Lastnik gozda je tega posekal, površje pa zravnal z zemljo in tako uničil kulturni spomenik. Leta 1986 so se, po odkupu zemljišča, začela sistematična raziskovanja in predstavitev ostankov.
Do Ančnikovega gradišča se lahko povzpnete peš (pot skozi Bistriški vintgar) ali z avtomobilom do Jurišne vasi na Pohorju in nekaj minut peš. 